# Campionat d'Espanya de clubs de tennis femení
El Campionat d'Espanya de clubs de tennis femení és la màxima competició tennística a Espanya a nivell de clubs femenins. És organitzat per la Reial Federació Espanyola de Tennis. Els clubs de tennis catalans són els grans dominadors de la competició.

## Historial
- 1973:  RCT Barcelona
- 1974:  RCT Barcelona
- 1975:  RCT Barcelona
- 1976:  RCT Barcelona
- 1977:  RCT Barcelona
- 1978:  RCT Barcelona
- 1979:  RCT Barcelona
- 1980:  RCT Barcelona
- 1981:  RCT Barcelona
- 1982:  RCT Barcelona
- 1983:  CT Barcino
- 1984:  RCT Barcelona
- 1985:  RCT Barcelona
- 1986:  RCT Barcelona
- 1987:  CC Mercantil Vigo
- 1988:  RCT Barcelona
- 1989:  CT Barcino
- 1990:  RCT Barcelona
- 1991:  CT Barcino
- 1992:  RCT Barcelona
- 1993:  RCT Barcelona
- 1994:  C. Español de Tenis
- 1995:  C. Español de Tenis
- 1996:  CT Barcino
- 1997:  RACE Madrid
- 1998:  RCT Barcelona
- 1999:  C. Español de Tenis
- 2000:  CT Barcino
- 2001:  CT Barcino
- 2002:  RCT Barcelona
- 2003:  CT Barcino
- 2004:  RCT Barcelona
- 2005:  RCT Barcelona
- 2006:  RCT Barcelona
- 2007:  RCT Barcelona
- 2008:  CT Barcino
- 2009:  CT Barcino
- 2010:  RCT Barcelona
- 2011:  RCT Barcelona
- 2012:  CT Barcino
- 2013:  RCT Barcelona
- 2014:  CT Chamartin
- 2015:  RCT Barcelona
- 2016:  CT Barcino
- 2017:  CT Barcino
- 2018:  RCT Barcelona